# Barefoot
Barefoot (Brasil: O Seu Jeito de Andar / Portugal: Amo-te Como És) é adaptação estadunidense de um filme de comédia dramática alemã intitulada Barfuss. O filme lançado no dia 2 de fevereiro de 2014, estrelando  Evan Rachel Wood, Scott Speedman, Treat Williams, Kate Burton e J. K. Simmons, conta a história do encontro entre Jay Wheeler (Scott Speedman) e Daisy Kensington (Evan Rachel Wood) que vem a ser uma paciente de um hospital psiquiátrico que Jay trabalha como faxineiro.

## Enredo
A história se desenrola assim que Jay, um solteirão que vive de jogos ilegais e noitadas, é ameaçado por uma dívida de 30'000 dólares e precisa arrumar uma forma de pagar. Nesse momento ele é lembrado que seu irmão irá se casar, e que seus pais poderiam dar-lhe a grana necessária. Paralelamente a isso ele conhece a Daisy enquanto trabalha de faxineiro em hospital psiquiátrico, por estar em condicional e necessita trabalhar em um emprego fixo. Daisy chega ao hospital após sua mãe morrer, e por não saber como responder ao fato, deixa um bilhete para o carteiro perguntando o que ela deveria fazer.
Jay resolve visitar seus pais, mas na conversa acaba dizendo que tem uma nova namorada e é convencido pela sua mãe para levá-la. Após algumas tentativas xavecando as enfermeiras para ver se conseguia alguém para ir com ele, ele escuta um dos funcionários da manutenção se passar por médico para molestar Daisy, ele ataca o molestador, e diz para ela ter cuidado e sai correndo deixando a porta momentaneamente aberta, tempo suficiente pra Daisy fugir. Ele se depara com a situação em que não sabe o que fazer com a ela e acaba levando-a como a sua "nova namorada" para o casamento do irmão.
E a história se desenrola entre Jay conhecendo Daisy, tentando aprender como lidar com ela, entendendo os reais motivos pelos quais ela foi parar no hospital. E Daisy tentando entender o mundo ao seu redor.

## Elenco[1]
- Evan Rachel Wood como Daisy Kensington
- Scott Speedman como Jay Wheeler
- Treat Williams como Mr. Wheeler
- Kate Burton como Mrs. Wheeler
- J. K. Simmons como Dr. Bertleman
- Ian P. Nelson como Jerry